# Bolko I av Schweidnitz
Bolko I av Schweidnitz (Świdnica), även känd som Bolko av Jauer, Bolko den stränge (polska: Bolko I Surowy), född omkring 1253, död 9 november 1301, var hertig av Löwenberg tillsammans med sin bror 1278–1281, hertig av Jauer från 1278 (delat med brodern fram till 1281), ensam hertig av Löwenberg från 1286 och hertig av Schweidnitz-Münsterberg från 1291.

## Familj
Bolko I tillhörde den schlesiska grenen av huset Piast och var andre son till Boleslav II av Schlesien och hans första hustru Hedvig av Anhalt (död 1259), dotter till greve Henrik I av Anhalt. Bolko I var gift med Beatrix av Brandenburg (död 1316), dotter till markgreve Otto V av Brandenburg. I äktenskapet föddes följande barn:
- Boleslav (död 1320)
- Judith (född omkring 1285–1287, död 1320), gift med hertig Stefan I av Bayern
- Bernhard II (död 1326), gift med prinsessan Kunigunda av Polen (död 1333), dotter till Vladislav I av Polen
- Beatrix (död 1322), tysk-romersk drottning och hertiginna av Bayern, gift med Ludvig IV
- Henrik I av Jauer (död 1346), hertig av Jauer, gift med prinsessan Agnes av Böhmen, dotter till kung Wencel II av Böhmen.
- Elisabeth (död senast 1356), gift med hertig Vartislav IV av Pommern-Wolgast
- Margareta (död före 1300)
- Bolko II av Münsterberg, hertig av Münsterberg (död 1341)
- Anna (död senast 1334), abbedissa för S:ta Klara-klostret i Strehlen